# 원평왕후
원평왕후 김씨(元平王后 金氏, 생몰년 미상)는 고려 현종의 제7비이다.

## 생애
본관은 안산이다. 아버지는 절도사를 지낸 김은부이며, 어머니는 인천 이씨 이허겸의 딸이다. 훗날 외척으로 큰 권력을 누리는 이자연은 그녀와 외사촌이 된다.
그녀는 현종의 또다른 왕비인 원성왕후와 원혜왕후의 친동생이다. 1022년(현종 13년) 언니 원혜왕후가 죽자 입궁하여 왕비가 되었으며, 남편 현종과의 사이에서 딸 효경공주를 낳았다. 생몰년은 미상이며, 1028년(현종 19년) 음력 10월에 그 시호를 원평왕후(元平王后)라 하였다. 능은 의릉이다.

## 가족 관계
- 아버지 : 김은부(金殷傅, ? ~ 1017)
- 어머니 : 안산군대부인 이씨 (安山郡大夫人 李氏, 생몰년 미상) - 이허겸의 딸
  - 남편 : 고려 제8대 현종(顯宗, 992 ~ 1031)
    - 딸 : 효경공주(孝敬公主, 생몰년 미상)

  - 언니 : 현종 제3비 원성왕후(元成王后, ?~1028)
  - 언니 : 현종 제4비 원혜왕후(元惠王后, ?~1022)

## 원평왕후가 등장한 작품
- 《천추태후》 (KBS, 2009년~2009년, 배우:정인서)
- 《고려 거란 전쟁》 (KBS, 2023년~2024년, 배우:장하은)